# Maria Fernanda Cândido
Maria Fernanda Cândido (Londrina, 21 de maio de 1974) é uma atriz, apresentadora e ex-modelo brasileira. Começou sua carreira como modelo antes de fazer sua estreia como atriz na peça Anchieta, Nossa História. Conhecida por seus personagens emblemáticos no cinema e na televisão, ela já recebeu inúmeros prêmios, incluindo um Troféu Imprensa, um Prêmio Qualidade Brasil, e o prêmio de Melhor Atriz pelo Festival de Gramado.
Cândido fez sua estreia na televisão em um papel coadjuvante na novela Serras Azuis, exibida em 1998 pela TV Band. Alcançou sucesso nacional no ano seguinte, quando interpretou a italiana Paola na novela do horário nobre da TV Globo Terra Nostra. Ela foi bastante elogiada, sendo comparada a Sophia Loren por sua beleza e talento. Por seu desempenho, venceu o Troféu Imprensa e o Melhores do Ano de melhor revelação da televisão. Em 2000, interpretou sua primeira protagonista na minissérie Aquarela do Brasil e desde então se consolidou como um dos grandes nomes da atuação nacional.
O filme Dom, releitura da obra Dom Casmurro, de Machado de Assis, marcou sua estreia como atriz no cinema, lhe rendendo o prêmio de Melhor Atriz pelo Festival de Cinema de Gramado, um dos maiores do gênero no país, além de uma indicação ao Prêmio Qualidade Brasil de Melhor Atriz de Cinema. Anos mais tarde, em 2009, voltou a ter sucesso com uma nova adaptação da mesma obra, dessa vez focada na personagem Capitu, a minissérie Capitu. Foi elogiada por sua atuação, sendo novamente indicada ao Prêmio Qualidade Brasil na categoria Melhor Atriz de Série ou Minissérie. Faz parte do conselho diretor da Casa do Saber.
Em 2017, após anos afastada das novelas, voltou a ter sucesso no gênero com a personagem Joyce Garcia na novela do horário nobre da TV Globo A Força do Querer, interpretando uma mãe que lida com a aceitação de seu filho transexual e as traições do marido. Em 2019, incursionou carreira internacional estrelando o filme italiano Il Traditore, exibido em Cannes. Em 2021, ingressou no universo de Harry Potter interpretando Vicência Santos no filme Fantastic Beasts: The Secrets of Dumbledore. Também foi escalada para a série chilena El presidente.

## Biografia
Descendente de italianos, Maria nasceu em Londrina em 21 de maio de 1974, sendo filha dos comerciantes José Reginaldo e Agda Cândido. Aos 4 anos sua família se mudou para Curitiba, onde viveu até os 12, quando se mudaram para São Paulo. Na adolescência estudou no Colégio São Luís, na Avenida Paulista.

## Carreira

### 1988–96: Modelo
Em 1988, aos 14 anos, iniciou sua vida profissional como modelo, depois de ser descoberta por uma produtora de moda, sua vizinha. Posou para editoriais de moda, capas de revistas e campanhas de grifes famosas. Em 1989, aos 15 anos, mudou-se para Paris para modelar, desfilando por grifes como Versace, Dior e Prada. Em 1989 mudou-se para Nova York para modelar e, em 1992, passou pela capital francesa para mais uma temporada de desfiles. Sempre impressionou pela sua disciplina com horários. Em 1993 decidiu colocar um fim na carreira de modelo internacional e retomar ao Brasil para ingressar na faculdade.
Em 1994 ingressou na faculdade de Terapia Ocupacional pela Universidade de São Paulo (USP), no qual ficaria por três anos. Em 1996, no terceiro ano de curso, realizou testes para ser VJ do programa Ilha do Biquíni, na MTV Brasil e acabou sendo aprovada. Buscando aprimoramento em frente as câmeras, trancou a faculdade e foi estudar técnica vocal e interpretação no Studio Fátima Toledo.

### 1997–2003: Início na televisão
Em 1997, gravou a abertura da novela A Indomada, e, estreou nos palcos de teatro com o espetáculo Anchieta, Nossa História.
Em 1998, fez uma participação especial na novela Pérola Negra, do SBT, e, ainda atuou na novela Serras Azuis, da Bandeirantes. Na trama, viveu a voluptuosa manicure Magali e protagonizou cenas de nudez, como o banho de tina com pétalas de rosa. O sucesso veio verdadeiramente em 1999. Após mandar um videobook para o diretor Jayme Monjardim, na Globo, foi convidada a fazer um teste. Aprovada, integrou o elenco da novela Terra Nostra, como a italiana Paola. Para o trabalho, chegou a procurar uma professora a fim de aperfeiçoar o sotaque italiano. Pela sua interpretação, recebeu o Troféu Imprensa de Revelação do Ano, e, em 2000, foi eleita a mulher mais bonita do século, numa votação do programa Fantástico. Nessa época, chegou a ser comparada à atriz italiana Sophia Loren, quando jovem, pela beleza e pelo talento mostrado. A bisavó da atriz, como sua personagem na novela, chegou ao Brasil por volta de 1880. A atriz é descendente das famílias Bortolacci e Malvezi por parte materna e Guiraldelli pelo lado paterno, originárias de Veneza, no Norte da Itália. "O engraçado é que uso o Cândido no meu nome, que é a única parte brasileira da família", ressalta ela. Mas até mesmo o local onde seus parentes se instalaram no Brasil, é o mesmo onde vai se desenrolar a história de sua personagem, o Oeste Paulista. A personagem também é filha do italiano Anacleto, que trabalha numa fazenda de café, mesma atividade que os bisavós exerceram quando chegaram no Brasil. Para compor Paola, assistiu os filmes como Ladrões de Bicicleta, Matrimônio à Italiana e O Ouro de Nápoles, e, para conhecer melhor a época em que vivia a personagem, assistiu também 1900, de Bernardo Bertolucci.
Também nesse ano, ganhou sua primeira protagonista na TV, quando interpretou a cantora Isa Galvão na minissérie Aquarela do Brasil. Em 2001, esteve em cartaz com a peça O Evangelho Segundo Jesus Cristo, e, em 2002, voltou a atuar numa trama italiana, mas dessa vez em um núcleo brasileiro. Na novela Esperança, sua personagem Nina é uma mulher humilde, pobre, muito atraente e com grande senso de justiça. Mora com a mãe em um cortiço e trabalha numa fábrica tecelã como operária. Para compor a personagem fez questão de estudar o movimento anarquista, que se originou na Europa e chegou ao Brasil ainda no final do século XIX. Um dos livros que leu sobre o assunto foi Anarquistas, Graças a Deus, de Zélia Gattai. "Queria entender o espírito das pessoas", explicou na época da novela. Em 2003, estreou no cinema com o filme Dom e ganhou o Kikito de Melhor Atriz, pelo Festival de Gramado.

### 2004–presente: Amadurecimento
Em 2004, co-protagonizou a novela Como uma Onda, em que interpretou a exuberante Lavínia, sua primeira personagem contemporânea, mulher pacata que mora numa vila de pescadores. Nesse mesmo ano, deu início - ao lado de Pierre Moreau, Gabriel Chalita, Celso Loducca e outros profissionais de áreas variadas -, à Casa do Saber, instituição que oferece cursos e eventos relacionados a áreas diversas do conhecimento. Em 2005 chegou a ser escalada para interpretar a corista Doramar na minissérie JK, mas devido à gestação, recusou ao convite, sendo substituída pela atriz Débora Bloch. Em 2007, retornou ao vídeo em uma participação especial na novela Paraíso Tropical, como a advogada Fabiana, que tem um caso extraconjugal com Antenor, seu cliente. Simultaneamente, protagonizou a peça Pequenos Crimes Conjugais. Depois disso, novamente engravidou e durante sua segunda gestação rodou a minissérie Capitu, dirigida por Luiz Fernando Carvalho, sendo que, foi a segunda vez que a atriz deu vida à personagem dos olhos de ressaca, criada por Machado de Assis. Em Dom, filme inspirado no romance do escritor, ela viveu uma versão moderna da personagem.

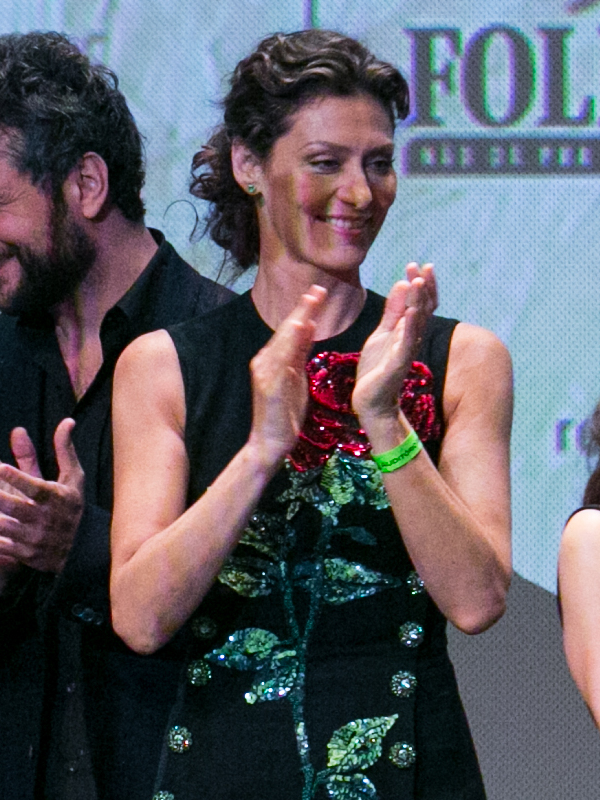
Cândido na abertura da 39.ª Mostra Internacional de Cinema de São Paulo (2015)

Em 2008, foi escolhida para ser o rosto da nova campanha da Orient Relógios para o primeiro semestre daquele ano. A atriz esteve presente nas duas campanhas para o lançamento da coleção que foram veiculadas ao longo dos meses de abril, maio e junho. Os modelos femininos da Orient chegaram ao mercado refletindo as principais tendências mundiais. Seu segundo filho, Nicolas, nasceu em 17 de outubro de 2008. Em 2010, esteve nas minisséries Dalva e Herivelto - Uma Canção de Amor, como Lourdes, uma das amantes do compositor, e Afinal, o Que Querem as Mulheres?, também dirigida por Luiz Fernando Carvalho, em que interpreta a intelectual Monique. Recentemente, foi convidada pelo autor Walter Negrão, com quem trabalhou em Como uma Onda, a atuar em sua próxima novela Araguaia, mas declinou ao convite, alegando estar envolvida com outros projetos. Atualmente, prepara-se para rodar o filme Fronteiras de Sangue, com o ator Luciano Szafir.
Em 2012, participou do seriado As Brasileiras, protagonizando o episódio A Perseguida de Curitiba. Em 2014, é escalada para a minissérie Felizes Para Sempre, remake da minissérie Quem Ama não Mata. Em outubro de 2016 é anunciada como nova contratada da TV Cultura para o programa TerraDois onde fala sobre a Pós-Modernidade ao lado do Psicanalista  Jorge Forbes. No mês seguinte Maria Fernanda foi anunciada para a próxima novela das 9 da Rede Globo para a novela A Força do Querer escrita por Glória Perez, onde interpretou a mãe de um transexual. Em 2017, esteve na minissérie Dois Irmãos como Estelita em mais uma parceria com o diretor Luiz Fernando Carvalho, que a convidou também para ser a protagonista do filme A Paixão Segundo G.H..
Em 2016, protagonizou a comédia Troilo e Créssida, ao lado do ator Ricardo Gelli. A peça é uma das menos conhecidas de William Shakespeare e foi dirigida por Jô Soares.

## Vida pessoal
Em 1994 ingressou no curso de terapia ocupacional pela Universidade de São Paulo (USP), porém teve que trancar devido aos intensos trabalhos no terceiro ano, retornando apenas em 2003 para finalizar o último ano e formar-se. Em 1996 formou-se em interpretação para cinema e TV no Studio Fátima Toledo. Em 9 de setembro de 2005 casou-se com o empresário francês Petrit Spahija e teve seu primeiro filho, Tomás, nascido em 23 de janeiro de 2006. Em 2008, deu à luz seu segundo filho, Nicolas. Afastou-se da TV por cerca de dois anos para dedicar-se à maternidade. Desenvolve projetos de integração de deficientes físicos e mentais.

## Filmografia

### Televisão
| Ano  | Título                                 | Personagem                    | Notas                                             |
| ---- | -------------------------------------- | ----------------------------- | ------------------------------------------------- |
| 1998 | Serras Azuis                           | Magali Alvarez dos Santos     |                                                   |
| 1998 | Contos de Natal                        | Ana Gésia de Vinheta Castilha | Episódio: "Amor Incondicional"                    |
| 1999 | Pérola Negra                           | Manuela                       | Episódios: "12–15 de abril"                       |
| 1999 | Terra Nostra                           | Paola                         |                                                   |
| 2000 | Aquarela do Brasil                     | Isa Galvão                    |                                                   |
| 2002 | Esperança                              | Nina                          |                                                   |
| 2003 | Os Normais                             | Fabiana                       | Episódio: "Casal Que Vive Brigando Não Tem Crise" |
| 2004 | Um Só Coração                          | Ana Schmidt                   |                                                   |
| 2004 | Como uma Onda                          | Lavínia                       |                                                   |
| 2007 | Paraíso Tropical                       | Fabiana Sampaio               |                                                   |
| 2008 | Capitu                                 | Capitolina Pádua (Capitu)     |                                                   |
| 2010 | Dalva e Herivelto - Uma Canção de Amor | Lurdes Torelly                |                                                   |
| 2010 | S.O.S. Emergência                      | Melissa Kutner                | Episódio: "Nasce uma Estrela"                     |
| 2010 | Afinal, o Que Querem as Mulheres?      | Monique                       | Episódio: "15 de dezembro"                        |
| 2010 | A Princesa e o Vagabundo               | Rainha Valentina              | Especial de fim de ano                            |
| 2011 | Acampamento de Férias                  | Giovana                       | Temporada 2                                       |
| 2012 | O Brado Retumbante                     | Antonia                       |                                                   |
| 2012 | Saia Justa                             | Apresentadora                 | Temporada 11                                      |
| 2012 | As Brasileiras                         | Sandra                        | Episódio: "A Perseguida de Curitiba"              |
| 2012 | Sessão de Terapia                      | Júlia Rebelo                  | Temporada 1                                       |
| 2012 | Lado a Lado                            | Jeanett Dórleac               |                                                   |
| 2013 | Correio Feminino                       | Helen Palmer / Narradora      |                                                   |
| 2015 | Felizes para Sempre?                   | Marília Vaz Drummond          |                                                   |
| 2016 | Cine Rooftop                           | Apresentadora                 |                                                   |
| 2017 | Dois Irmãos                            | Estelita Raposo (jovem)       | Episódios: "9–10 de janeiro"                      |
| 2017 | Sésamo                                 | Ela mesma                     | Episódio: "7 de março"                            |
| 2017 | TerraDois                              | Apresentadora                 |                                                   |
| 2017 | A Força do Querer                      | Joyce Silveira Garcia         |                                                   |
| 2022 | Independências                         | Maria Graham                  |                                                   |
| 2022 | Jogo da Corrupção                      | Anna-Maria Havelange          |                                                   |
| 2024 | Renascer                               | Cândida                       | Episódio: "22 de janeiro"                         |

### Cinema
| Ano  | Título                                                                  | Personagem                          | Notas          |
| ---- | ----------------------------------------------------------------------- | ----------------------------------- | -------------- |
| 2003 | Dom                                                                     | Ana                                 |                |
| 2005 | Sal de Prata                                                            | Cátia                               |                |
| 2010 | Aparecida - O Milagre                                                   | Beatriz                             |                |
| 2014 | Apneia                                                                  | Mulher na piscina                   | [ 51 ]         |
| 2015 | O Amuleto                                                               | Elisabete                           | [ 52 ]         |
| 2016 | Meu Amigo Hindu                                                         | Lívia Monteiro Bueno                |                |
| 2016 | Fé nas Marias                                                           | Narradora                           | Curta-metragem |
| 2019 | Bio - Construindo uma Vida                                              | Exobióloga                          |                |
| 2019 | Il traditore                                                            | Maria Cristina de Almeida Guimarães | [ 54 ]         |
| 2019 | O Incerto Lugar do Desejo                                               | Ana Thereza                         | [ 55 ]         |
| 2021 | Bastardi a Mano Armata                                                  | Damiana                             | [ 56 ]         |
| 2021 | E então ele decidiu retirar o excesso de melancolia da frente do futuro | Ela                                 | [ 57 ]         |
| 2022 | Fantastic Beasts: The Secrets of Dumbledore                             | Vicência Santos                     | [ 58 ]         |
| 2023 | Les Chambres des Merveilles                                             | Paula                               | [ 59 ]         |
| 2024 | Vermelho Monet                                                          | Antoinette Lefèvre                  | [ 60 ]         |
| 2024 | A Paixão Segundo G.H.                                                   | G.H.                                |                |
| 2024 | Sulla terra leggeri                                                     | Mulher com Gian                     | [ 63 ]         |
| 2025 | O Agente Secreto                                                        | Elza                                | [ 64 ]         |

## Teatro
| Ano  | Título                                | Personagem           |
| ---- | ------------------------------------- | -------------------- |
| 1997 | Anchieta - Nossa História             | Índia Jaquaruna      |
| 2000 | Paixão de Cristo                      | Maria                |
| 2001 | O Evangelho segundo Jesus Cristo      | Maria Madalena       |
| 2006 | Pequenos Crimes Conjugais             | Lisa                 |
| 2010 | Ligações Perigosas                    | Marquesa de Merteuil |
| 2013 | Toca do Coelho                        | Becca                |
| 2016 | Troilo e Créssida                     | Créssida             |
| 2021 | Clarice, ballade au-dessus de l’abîme | Clarice              |
| 2023 | O Livro Vivo                          | Ela mesma            |
| 2025 | Balada Acima do Abismo                | Clarice              |

## Prêmios e indicações
| Ano  | Prêmio                              | Categoria                           | Nomeações                | Resultado | Ref.   |
| ---- | ----------------------------------- | ----------------------------------- | ------------------------ | --------- | ------ |
| 1999 | Melhores do Ano                     | Melhor Atriz Revelação              | Terra Nostra             | Venceu    |        |
| 1999 | Troféu Imprensa                     | Revelação do Ano                    | Terra Nostra             | Venceu    | [ 22 ] |
| 2000 | Prêmio Arte Qualidade Brasil - SP   | Melhor Atriz                        | Terra Nostra             | Indicada  |        |
| 2000 | Troféu Super Cap de Ouro            | Melhor Atriz                        | Terra Nostra             | Venceu    |        |
| 2003 | Prêmio Contigo! de TV               | Melhor Atriz Coadjuvante            | Esperança                | Venceu    |        |
| 2003 | Prêmio Austregésilo de Athayde      | Melhor Atriz                        | Esperança                | Venceu    | [ 75 ] |
| 2003 | Prêmio Arte Qualidade Brasil - SP   | Melhor Atriz em Filme               | Dom                      | Indicado  |        |
| 2003 | Festival de Cinema de Gramado       | Melhor Atriz                        | Dom                      | Venceu    | [ 76 ] |
| 2009 | Prêmio Qualidade Brasil             | Melhor Atriz de Série ou Minissérie | Capitu                   | Indicada  | [ 77 ] |
| 2013 | Prêmio Contigo! de TV               | Melhor Atriz de Série ou Minissérie | O Brado Retumbante       | Indicada  | [ 78 ] |
| 2013 | Prêmio Arte Qualidade Brasil        | Melhor Atriz Dramática              | Toca de Coelho           | Venceu    | [ 79 ] |
| 2014 | Prêmio Quem de Teatro               | Melhor Atriz de Teatro              | Toca de Coelho           | Indicada  |        |
| 2015 | Prêmio Contigo! de TV               | Melhor Atriz em Série ou Minissérie | Felizes para Sempre?     | Indicada  | [ 81 ] |
| 2017 | Prêmio Contigo! Online 2017         | Melhor Atriz Coajuvante             | A Força do Querer        | Indicada  | [ 82 ] |
| 2017 | Troféu UOL TV e Famosos             | Melhor Atriz                        | A Força do Querer        | Indicada  |        |
| 2019 | Prêmio Kineo de Cinema Italiano     | Melhor Atriz Coadjuvante            | O Traidor (Il Traditore) | Venceu    | [ 84 ] |
| 2019 | Festival de Taormina                | Prêmio das Nações                   | O Traidor (Il Traditore) | Venceu    |        |
| 2019 | Festival de Cinema de Cannes        | Melhor Atriz                        | O Traidor (Il Traditore) | Indicado  | [ 86 ] |
| 2023 | Festival Sesc Melhores Filmes       | Melhor Ariz Estrangeira             | O Traidor (Il Traditore) | Indicada  |        |
| 2023 | Los Angeles Brazilian Film Festival | Melhor Atriz                        | Vermelho Monet           | Indicada  |        |